# مضاد حيوي واسع الطيف

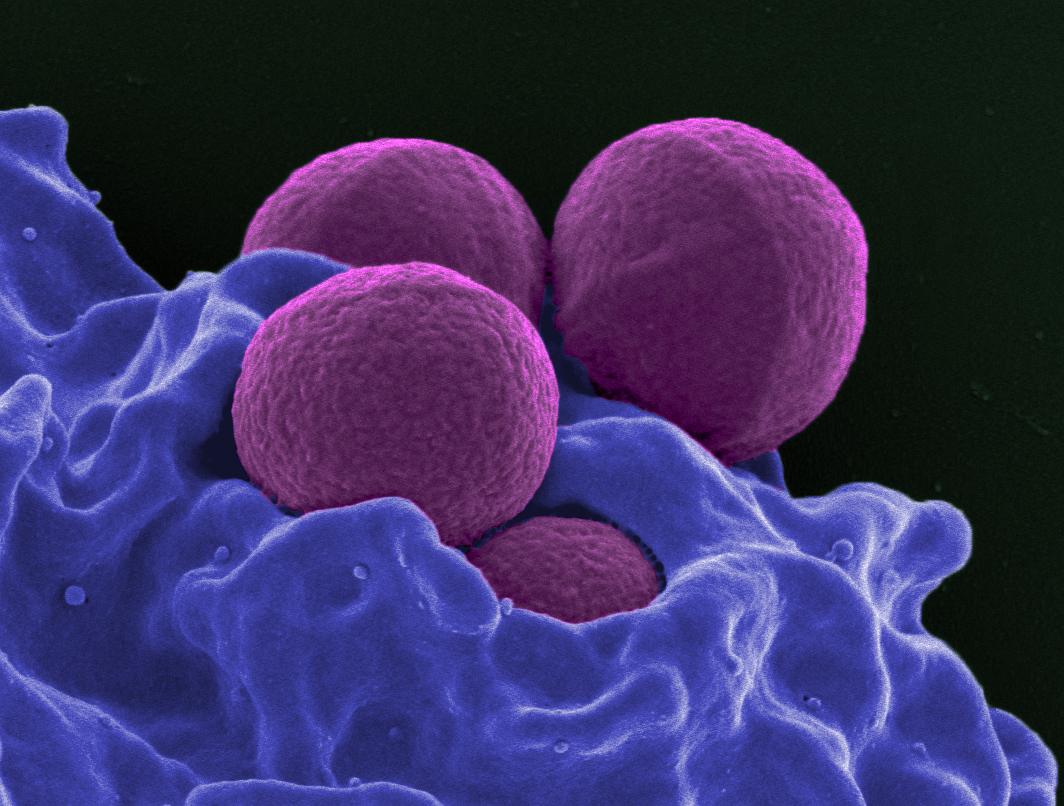

تشير المضادات الحيوية واسعة المجال أو مضاد حيوي ذو مجال متسع إلى المضادات الحيوية ذات المجال الواسع ضد البكتيريا المسببة للأمراض. فهى تعمل ضد كل أنواع البكتيريا موجبة الغرام أو سلبية الغرام، على النقيض من المضادات الحيوية ضيقة الطيف، التي تكون فقط ضد نوعية معينة من البكتيريا ، ومثال على المضادات الحيوية واسعة المجال هو الأمبيسيلين

## الاستخدامات
تستخدم المضادات الحيوية واسعة الطيف بشكل صحيح في الحالات الطبية التالية:
تجريبيًا (أي، استنادًا إلى تجربة ممارس)، قبل تحديد نوعية البكتيريا المسببة للمرض، عندما يكون هناك مجموعة واسعة من الأمراض المحتملة ومرض خطير محتمل من شأنه أن يؤدي إلى تأخير العلاج يحدث هذا، على سبيل المثال، في التهاب السحايا، حيث أن المريض يمكن أن يصبح في حالة خطيرة إن لم نبدأ باستخدام تلك المضادات الحيوية واسعة الطيف.
في حالة عدوى إضافية، حيث توجد أنواع متعددة من البكتيريا المسببة للمرض، مما يستدعي إما مضاد حيوي واسع الطيف أو الجمع بين العلاج بالمضادات الحيوية. للوقاية من الالتهابات البكتيرية التي قد تحدث ويتم ذلك بأخذ المضاد الحيوى قبل ساعة من إجراء العملية الجراحية.

## المخاطر
من الاثار الجانبية التي قد تحدثها المضادات الحيوية، تغيير المحتوى الميكروبي الطبيعي للجسم وذلك عن طريق مهاجمة كل من البكتيريا المرضية والتي تحدث بشكل طبيعى في جسم الإنسان عشوائيًا سواء كانت البكتيريا ضارة أو غير ضارة والتي قد توجد في الأمعاء والمثانة والرئتين. كما أنها تقوم بتدمير البكتيريا الطبيعية في جسم الإنسان وذلك يعطى فرصة كبيرة للميكروبات بمقاومة العقاقير بشكل أكبر وقد تؤدى إلى عدوى ثانوية مثل المطثية العسيرة (المعروف أيضًا باسم «جيم فرق») أو داء المبيضات (المعروف أيضًا باسم «مرض القلاع»). هذه الآثار الجانبية على الأرجح مع استخدام المضادات الحيوية واسعة الطيف.

## أمثلة
- الأمينوغليكوزيدات (باستثناء الستربتوميسين)
- أمبيسيلين
- أموكسيسيلين
- أموكسيسيلين/حمض الكلافولانيك (أوجمنتين)
- الكاربابينيمات (مثل إيميبينيم)
- بيبراسيلين/تازوباكتام
- الكوينولونات (مثل السيبروفلوكساسين)
- التتراسيكلينات
- كلورامفينيكول
- تيكارسيلين